# Kastoor
Kastoor of kasstoor is de oud-Nederlandse benaming voor beverhaar (naar de geslachtsnaam castor voor de bevers) voor het vilt dat van beverhaar gemaakt wordt, en voor een kastoorhoed die daar weer van gemaakt wordt. Vilt van beverhaar was goed bestand tegen water en daardoor geschikt om te gebruiken voor hoeden die tegen regen moesten kunnen.